# Resolució 1108 del Consell de Seguretat de les Nacions Unides
La Resolució 1108 del Consell de Seguretat de les Nacions Unides, adoptada per unanimitat el 22 de maig de 1997 després de reafirmar totes les resolucions anteriors del Sàhara Occidental, el Consell va ampliar el mandat de la Missió de Nacions Unides pel Referèndum al Sàhara Occidental (MINURSO) fins al 30 de setembre 1997.
El Consell de Seguretat va acollir amb beneplàcit la intenció del secretari general Kofi Annan d'avaluar la situació del Sàhara Occidental a partir de les recomanacions del Enviat Personal designat. Va reiterar el seu compromís amb la celebració d'un referèndum lliure i just per a l'autodeterminació del poble del Sàhara Occidental d'acord amb el Pla de Regularització.
Al prorrogar el mandat fins al 30 de setembre de 1997, la resolució insta a ambdues parts a que cooperin amb James A. Baker III, l'enviat personal del secretari general i demostrin la voluntat política de resoldre l'estancament en la disputa entre el Marroc i el Front Polisario. L'Enviat Personal tenia el mandat de recomanar si el Pla de Regularització podria implementar-se en el seu formulari actual, si es podrien fer ajustaments mútuament acceptables o si es podia trobar una altra manera de resoldre el conflicte. Finalment, es va demanar al Secretari General que presentés al Consell un informe abans del 15 de setembre de 1997 amb les seves avaluacions sobre tots els aspectes de la situació al Sàhara Occidental.